# معقولات ثانية
المعقولات الثانية ما لا يكون بإزائه شيء فيه، كالنوع والجنس والفصل، فإنها لا تحمل على شيء من الموجودات الخارجية.